# Torneio Roberto Gomes Pedrosa 1969
In 1969 werd de derde editie gespeeld van het Torneio Roberto Gomes Pedrosa. De competitie wordt ook gezien als het dertiende seizoen van de Campeonato Brasileiro Série A. De competitie werd gespeeld van 6 september tot 7 december. Palmeiras werd kampioen. 
Na de teloorgang van de Taça Brasil was dit nog de enige grote competitie in het land. Opnieuw namen zeventien clubs uit zeven staten deel, maar er waren wel enkele veranderingen. Voor Rio de Janeiro verving America Bangu terwijl de staten Pernambuco en Paraná vertegenwoordigd werden door hun kampioenen Santa Cruz en Coritiba.

## Eerste fase

### Groep A
| Plaats | Club          | Wed. | W  | G | V | Saldo | Ptn. |
| ------ | ------------- | ---- | -- | - | - | ----- | ---- |
| 1.     | Corinthians   | 16   | 10 | 4 | 2 | 29:13 | 24   |
| 2.     | Cruzeiro      | 16   | 9  | 4 | 3 | 25:14 | 22   |
| 3.     | Internacional | 16   | 8  | 4 | 4 | 24:15 | 20   |
| 4.     | America       | 16   | 4  | 8 | 4 | 25:20 | 16   |
| 5.     | Santos        | 16   | 5  | 5 | 6 | 27:24 | 15   |
| 6.     | Santa Cruz    | 16   | 4  | 6 | 6 | 17:27 | 14   |
| 7.     | Portuguesa    | 16   | 3  | 8 | 5 | 19:27 | 14   |
| 8.     | Flamengo      | 16   | 3  | 6 | 7 | 17:30 | 12   |

|  | Geplaatst voor de tweede fase |

### Groep B
| Plaats | Club             | Wed. | W | G | V  | Saldo | Ptn. |
| ------ | ---------------- | ---- | - | - | -- | ----- | ---- |
| 1.     | Palmeiras        | 16   | 9 | 1 | 6  | 24:19 | 19   |
| 2.     | Botafogo         | 16   | 8 | 2 | 6  | 19:18 | 18   |
| 3.     | Atlético Mineiro | 16   | 8 | 1 | 7  | 31:23 | 17   |
| 4.     | Fluminense       | 16   | 5 | 5 | 6  | 20:21 | 15   |
| 5.     | Grêmio           | 16   | 5 | 5 | 6  | 17:19 | 15   |
| 6.     | Bahia            | 16   | 5 | 5 | 6  | 19:25 | 15   |
| 7.     | Coritiba         | 16   | 5 | 4 | 7  | 19:22 | 14   |
| 8.     | São Paulo        | 16   | 5 | 4 | 7  | 22:27 | 14   |
| 9.     | Vasco da Gama    | 16   | 2 | 4 | 10 | 13:23 | 8    |

|  | Geplaatst voor de tweede fase |

## Tweede fase
| Plaats | Club        | Wed. | W | G | V | Saldo | Ptn. |
| ------ | ----------- | ---- | - | - | - | ----- | ---- |
| 1.     | Palmeiras   | 3    | 1 | 2 | 0 | 4:2   | 4    |
| 2.     | Cruzeiro    | 3    | 1 | 2 | 0 | 5:4   | 4    |
| 3.     | Corinthians | 3    | 1 | 1 | 1 | 2:2   | 3    |
| 4.     | Botafogo    | 3    | 0 | 1 | 2 | 3:6   | 1    |

|  | Kampioen |

### Kampioen
| Torneio Roberto Gomes Pedrosa 1969 |
| São Paulo                          |
| ---------------------------------- |
| PALMEIRAS Kampioen (4° titel)      |

## Topschutters
| Speler            | Speler         | Goals | Club             |
| ----------------- | -------------- | ----- | ---------------- |
| Vlag van Brazilië | Edu            | 14    | America          |
| Vlag van Brazilië | César Maluco   | 13    | Palmeiras        |
| Vlag van Brazilië | Claudiomiro    | 12    | Internacional    |
| Vlag van Brazilië | Flávio         | 11    | Fluminense       |
| Vlag van Brazilië | Dirceu Lopes   | 11    | Cruzeiro         |
| Vlag van Brazilië | Dadá Maravilha | 11    | Atlético Mineiro |
| Vlag van Brazilië | Pelé           | 11    | Santos           |
| Vlag van Brazilië | Ivair          | 9     | Corinthians      |
| Vlag van Brazilië | Rivellino      | 8     | Corinthians      |
| Vlag van Brazilië | Alcindo        | 7     | Grêmio           |